# فرانك دوماس
فرانك دوماس (9 يناير 1968 ببايو في فرنسا - ) (بالفرنسية: Franck Dumas)‏ هو مدرب كرة قدم ولاعب كرة قدم فرنسي في مركزي الوسط والدفاع. لعب مع أولمبيك مارسيليا ونادي كاين ونادي لانس ونادي موناكو ونيوكاسل يونايتد.

## وصلات خارجية
- فرانك دوماس على موقع قاعدة بيانات كرة القدم.إي يو (الإنجليزية)
- فرانك دوماس على موقع ليكيب (الفرنسية)
- فرانك دوماس على موقع عالم كرة القدم.نت (الإنجليزية)